# Burgstall (Landkreis Börde)
Burgstall település Németországban, azon belül Szász-Anhalt tartományban. Lakosainak száma 1493 fő (2023. december 31.). Burgstall Colbitz és Angern községekkel határos.

## Népesség
A település népességének változása:
| Lakosok száma | 1489 | 1480 | 1490 | 1516 | 1493 |
|               | 2017 | 2019 | 2021 | 2022 | 2023 |